# Mizumaki
Mizumaki (Japans: 水巻町, Mizumaki-machi) is een Japanse gemeente gelegen in het district Onga in de prefectuur Fukuoka.Op 1 januari 2016 had de gemeente 28.830 inwoners. De bevolkingsdichtheid bedroeg 2614 inw./km². De oppervlakte van de gemeente is 11,03 km².

## Geschiedenis
Ongeveer 3000 jaar geleden, lag de grote Ko-Onga-baai op de plaats waar nu Mizumaki ligt. Daar aanslibbing vanuit de rivier de Onga ontstond een vlakte waarop gebouwd kon worden. Er ontstonden negen dorpen: Futa, Shimo-futa, Isaza, Tateyashiki, Yoshida, Korosue, Eburi, Koga en Inokuma. Deze werden in 1889 samengevoegd tot een dorp. Het dorp bloeide vanwege het werk in de plaatselijke kolenmijn. Op 11 februari 1940 kreeg Mizumaki het statuut van gemeente. De mijn werd in de Tweede Wereldoorlog gebruikt om gevangengenomen Nederlandse, Amerikaanse en Britse soldaten te werk te stellen.
Nabij Mizumaki liggen de plaatsen Onga en Okagaki.

## Klimaat
In de zomer kan de temperatuur tot boven 30 graden stijgen. 's Winters kan het er vriezen.

## Partnersteden
Tot 2000 was Emmeloord (Nederland) een partnerstad.